# Топонимия Папуа — Новой Гвинеи

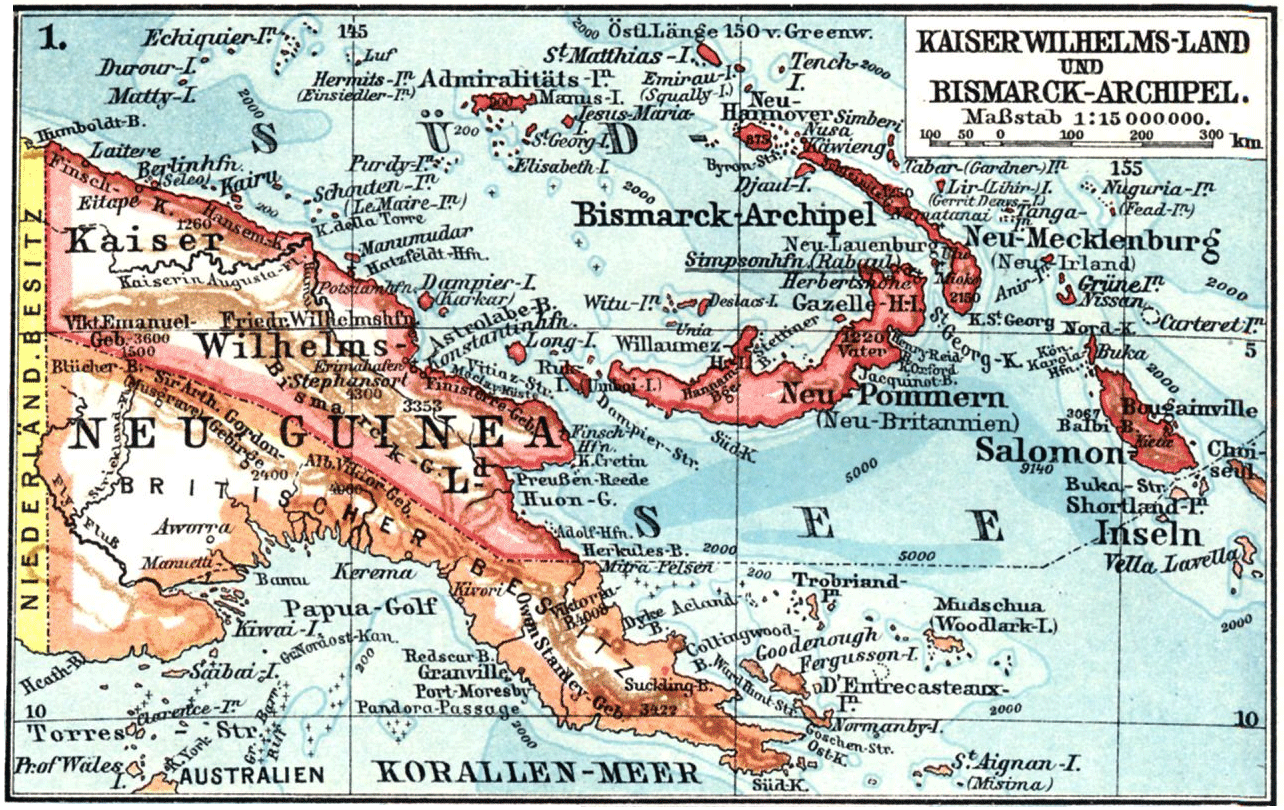
Карта Земли кайзера Вильгельма и архипелага Бисмарка 1906 г.

Топонимия Папуа-Новой Гвинеи — совокупность географических названий, включающая наименования природных и культурных объектов на территории Папуа-Новой Гвинеи. Структура и состав топонимии обусловлены такими факторами, как состав населения, история освоения и уникальное географическое положение.

## Название страны
Название «Папуа» происходит от этнонима малайского происхождения, от «папувах» («курчавые»), или «пуа-пуа» («тёмно-коричневые»), по другой версии — от «оранг папуа» — «курчавый черноголовый человек»). Такое название острову Новая Гвинея дал португалец Жоржи ди Менезиш в 1526 году, отметив форму волос местных жителей. В 1545 году остров посетил Иньиго Ортис де Ретес и дал ему название «Новая Гвинея», так как, по его мнению, местные жители были похожи на аборигенов Гвинеи в Африке (возможно, он усмотрел сходство очертаний берегов нового острова и территории африканской Гвинеи).
C начала европейской колонизации и до обретения независимости страна несколько раз меняла своё официальное название. Так, юго-восточная часть страны в 1884—1906 годах именовалась «Британской Новой Гвинеей», а в 1906—1949 годах — «Папуа» (под контролем Австралии). Северо-восточная часть страны сначала была колонией Германии и в 1884—1920 годах носила название «Германская Новая Гвинея» (с 1914 года — под контролем Австралии), а в 1920—1949, согласно решению Лиги наций, носила название Территория Новая Гвинея и была подмандатной территорией Австралии. В 1949 году две австралийские колонии были объединены в одну — «Территорию Папуа и Новой Гвинеи». В 1972 году провинция получила название «Территория Папуа — Новая Гвинея». С 1975 года название «Папуа — Новая Гвинея» стало официальным для нового независимого государства.

## Формирование и состав топонимии
Страна занимает часть острова Новая Гвинея, а также архипелаг Бисмарка, северную часть Соломоновых островов (острова Д’Антркасто), архипелаг Луизиада и острова Тробриан. Инсулонимы этих территорий формировались в период европейской колонизации. Так, архипелаг Бисмарка, открытый голландцами в 1616 году, в 1884 году стал германской колонией и был назван по имени канцлера Отто фон Бисмарка. Острова Бука и Бугенвиль, входящие в архипелаг Соломоновы Острова, но административно являющиеся частью страны, открыты соответственно в 1767 и 1768 годах, при этом остров Бугенвиль получил название в честь руководителя французской кругосветной экспедиции Луи Антуана де Бугенвиля. Бугенвиль также в 1768 году назвал соседний архипелаг Луизиадой в честь короля Франции Людовика XV. Вскоре после этого, в 1793 году, французский мореплаватель Д’Антркасто назвал открытые им острова в честь своего первого лейтенанта — Дени де Тробриана.
Среди ойконимов Папуа-Новой Гвинеи имеются названия с формантами как из индоевропейских языков, так и из ток-писина и многочисленных местных диалектов. Так, столица страны город Порт-Морсби обязана своим названием британскому мореплавателю Джону Морсби, который открытую им бухту назвал в честь своего отца, адмирала Фэрфакса Морсби, а выросший здесь город «унаследовал» это название. Город Маунт-Хаген получил своё название от вулкана Маунт-Хаген, который, в свою очередь, получил название в честь Курта фон Хагена — немецкого колониста и чиновника времён Германской Новой Гвинеи.
Из гидронимов — название реки Флай происходит от названия корвета британского флота HMS Fly, командир которого, Фрэнсис Блэквуд, открыл реку в 1845 году. Крупнейшая река страны — Сепик — в 1885 году была названа немецким исследователем Отто Финшем Рекой императрицы Августы (нем. Kaiserin-Augusta-Fluss), в честь германской императрицы Августы. Название «Сепик» впервые было использовано А. Фуллом как одно из двух названий реки, используемое аборигенами, жившими в устье реки. Несколько лет спустя Леонард Шульце применил название «Сепик» ко всей реке.